# Maltese Inheemse Soorten-serie
Malta geeft in de periode vanaf 2024 jaarlijks een nationale 2 euro herdenkingsmunt waarin de inheemse soorten die zich op het eiland bevinden centraal staan. De eerste munt van deze serie die op 26 augustus 2024 is uitgegeven was gewijd aan de Maltese honingbij. Uit hoeveel uitgiften deze serie zal gaan bestaan is vooralsnog nog niet bekend. Hieronder staat een tabel met een overzicht van de nog uit te geven en al uitgegeven munten:
| 2024 | 1 | De Maltese honingbij      |  | Het ontwerp is gecreëerd door Maria Anna Frisone en toont de Maltese honingbij (Apis mellifera ruttneri), een van de endemische dier- en plantensoorten op de Maltese eilanden. Het ontwerp beeldt de bij af met een bloem en een honingraat op de achtergrond. De munt vergroot het bewustzijn rond een van de endemische soorten van Malta en geeft het werk van de bij weer, die bloemen bestuift en honing maakt. Aan de linkerkant staat het opschrift van het land van uitgifte, “MALTA”, en aan de rechterkant het jaar van uitgifte, “2024”. Op de buitenste ring van de munt staan de twaalf sterren van de Europese vlag afgebeeld. | Het ontwerp is gecreëerd door Maria Anna Frisone en toont de Maltese honingbij (Apis mellifera ruttneri), een van de endemische dier- en plantensoorten op de Maltese eilanden. Het ontwerp beeldt de bij af met een bloem en een honingraat op de achtergrond. De munt vergroot het bewustzijn rond een van de endemische soorten van Malta en geeft het werk van de bij weer, die bloemen bestuift en honing maakt. Aan de linkerkant staat het opschrift van het land van uitgifte, “MALTA”, en aan de rechterkant het jaar van uitgifte, “2024”. Op de buitenste ring van de munt staan de twaalf sterren van de Europese vlag afgebeeld. | Het ontwerp is gecreëerd door Maria Anna Frisone en toont de Maltese honingbij (Apis mellifera ruttneri), een van de endemische dier- en plantensoorten op de Maltese eilanden. Het ontwerp beeldt de bij af met een bloem en een honingraat op de achtergrond. De munt vergroot het bewustzijn rond een van de endemische soorten van Malta en geeft het werk van de bij weer, die bloemen bestuift en honing maakt. Aan de linkerkant staat het opschrift van het land van uitgifte, “MALTA”, en aan de rechterkant het jaar van uitgifte, “2024”. Op de buitenste ring van de munt staan de twaalf sterren van de Europese vlag afgebeeld. | Het ontwerp is gecreëerd door Maria Anna Frisone en toont de Maltese honingbij (Apis mellifera ruttneri), een van de endemische dier- en plantensoorten op de Maltese eilanden. Het ontwerp beeldt de bij af met een bloem en een honingraat op de achtergrond. De munt vergroot het bewustzijn rond een van de endemische soorten van Malta en geeft het werk van de bij weer, die bloemen bestuift en honing maakt. Aan de linkerkant staat het opschrift van het land van uitgifte, “MALTA”, en aan de rechterkant het jaar van uitgifte, “2024”. Op de buitenste ring van de munt staan de twaalf sterren van de Europese vlag afgebeeld. | Het ontwerp is gecreëerd door Maria Anna Frisone en toont de Maltese honingbij (Apis mellifera ruttneri), een van de endemische dier- en plantensoorten op de Maltese eilanden. Het ontwerp beeldt de bij af met een bloem en een honingraat op de achtergrond. De munt vergroot het bewustzijn rond een van de endemische soorten van Malta en geeft het werk van de bij weer, die bloemen bestuift en honing maakt. Aan de linkerkant staat het opschrift van het land van uitgifte, “MALTA”, en aan de rechterkant het jaar van uitgifte, “2024”. Op de buitenste ring van de munt staan de twaalf sterren van de Europese vlag afgebeeld. |
| 2025 | 2 | De Maltese os             |  | | | | | |
| 2026 | 3 | Onderwerp nog niet bekend |  | | | | | |